# Ebenezer Cunningham
Ebenezer Cunningham   (Hackney, 7 de maig de 1881 - Corbridge, 12 de febrer de 1977) va ser un matemàtic i físic anglès.

## Vida i Obra
Cunningham va estudiar al Owen's College de Islington, un barri de Londres, abans d'ingressar el 1899 al St. John's College de la universitat de Cambridge, en la qual va rebre classes de Joseph Larmor, va ser senior wrangler el 1902 i va obtenir el premi Smith el 1904. Entre 1904 i 1907 va ser professor de la universitat de Liverpool, on va coincidir amb un altre senior wrangler, Harry Bateman, i de 1907 a 1911 va donar classes al University College de Londres.
El 1911 va retornar al St. John's de Cambridge on va romandre la resta de la seva vida.
Cunningham és recordat per haver començat a introduir la teoria de la relativitat a la Gran Bretanya. Ho va fer com una justificació matemàtica de la transformació de Lorentz.